# Rusalea, Veliko Tărnovo
Rusalea (în bulgară Русаля) este un sat în comuna Veliko Tărnovo, regiunea Veliko Tărnovo,  Bulgaria. 

## Demografie
Componența etnică a satului Rusalea
     Turci (1,81%)
     Bulgari (97,09%)
     Nicio identificare (1,09%)
     Altele (0%)
La recensământul din 2011, populația satului Rusalea era de 275 locuitori. Din punct de vedere etnic, majoritatea locuitorilor (97,09%) erau bulgari, cu o minoritate de turci (1,81%). Pentru 1,09% din locuitori nu este cunoscută apartenența etnică.